# Колобжезький повіт
Колобжезький повіт (пол. powiat kołobrzeski) — один з 18 земських повітів Західнопоморського воєводства Польщі.
Утворений 1 січня 1999 року в результаті адміністративної реформи.

## Загальні дані
Повіт знаходиться у північній частині воєводства.
Адміністративний центр — місто Колобжег.
Станом на 1.01.2008 населення становить 76 547 осіб, площа 724,66 км².
На терени повіту були депортовані 2547 українців з українських етнічних територій у 1947 році (т. з. акція «Вісла»).

## Демографія
Демографічні дані повіту станом на 30.06.2008:
|       | Всього | Всього | Жінки  | Жінки | Чоловіки | Чоловіки |
| ----- | ------ | ------ | ------ | ----- | -------- | -------- |
|       | осіб   | %      | осіб   | %     | осіб     | %        |
| Повіт | 76 617 | 100    | 39 886 | 52,1  | 36 731   | 47,9     |
| Міста | 44 876 | 100    | 23 815 | 53,1  | 21 061   | 46,9     |
| Села  | 31 741 | 100    | 16 071 | 50,6  | 15 670   | 49,4     |